# Stary cmentarz żydowski w Lubartowie
Stary cmentarz żydowski w Lubartowie – kirkut założony w XVII wieku. Znajdował się przy dawnej ul. Żabiej, obecnie w tym miejscu krzyżują się ulice Legionów i Armii Krajowej. Został zniszczony podczas II wojny światowej. Obecnie na jego miejscu znajduje się ogródek jordanowski.